# ミダス (小惑星)
ミダス (1981 Midas) はアポロ群の小惑星。チャールズ・トーマス・コワルがパロマー天文台で発見した。ギリシア神話に登場するミダス王に因んで名付けられた。
ミダスが最後に地球へ接近したのは1992年3月で、最短距離は1990万kmだった。次回は2018年3月に1340万kmまで接近し、その時の見かけの等級は12.3等になる。